# Siemowit VI.
Siemowit VI. (* 2. Januar 1446; † 31. Dezember 1461 oder 1. Januar 1462) war ein Herzog in Masowien, ab 1455 Fürst von Rawa, Płock, Bels, Płońsk, Zawkrze und Wizna, ab 1459 auch in Gostynin. Bis 1459 wurde eine Regentschaft für ihn ausgeübt.

## Leben
Siemowit VI. war der ältere Sohn von Herzog Władysław I. († 1455) und der schlesischen Prinzessin Anna von Oels. Nach dem Tod seines Vaters 1455 wurde er zusammen mit seinem Bruder Władysław II. in die Regierungsgeschäfte in Masowien eingeführt. Die Regentschaft übt bis 1459 seine Mutter zusammen mit dem Płocker Bischof Paweł Giżycki aus. Nach dem Ende der Regentschaft schloss er in Czerwińsk nad Wisłą zusammen mit Konrad III. Frieden mit dem Deutschen Orden. Kurz darauf erbte er von seiner Tante das Herzogtum Gostynin. Er starb jung mit sechzehn Jahren. Als Todesursache wurde Vergiftung oder Tuberkulose angenommen.

## Ehe und Familie
Herzog Siemowit heiratete nicht und hatte keine Kinder. Nach seinem Tod wurde er in der Kathedrale von Płock bestattet. Seine Ländereien gingen an seinen Bruder, der jedoch kurz darauf ebenfalls verstarb.